# Після тебе (роман)
Після тебе  (англ. After You) — роман Джоджо Моєс 2015 року.

## Сюжет
Роман «Після тебе» є продовженням першої частини циклу «До зустрічі з тобою» з однойменною назвою. Знову Джоджо Мойєс запрошує читача розділити всі радощі й негаразди головної героїні Луїзи Кларк — щирої та простої дівчини, яка живе вірою у щастя і безмежне кохання.
Роман продовжує історію Луїзи Кларк після смерті Вілла. Головна героїня намагається рухатися далі. Вона виконує обіцянку Віллові змінити своє життя, і тому переїхала до Лондона та отримала роботу у кафе в аеропорту.
Одного вечора вночі в Лондоні вона вирішує піднятися на дах свого будинку, щоб посидіти там, коли хтось взаді неї розмовляє з нею. Вона панікує і падає з даху. Отримує багато травм і на реабілітацію йде багато часу. Після того як вона одужує вона потрапляє до групи психологічної підтримки і відчуває, що саме там може вилікувати поранене серце.
Лілі, дочка Вілла знаходить її, і хоче знати все про свого померлого батька, про існування якого вона не знала, поки він не помер. Лілі хоче познайомитися з бабусею та дідусем, тому вона просить про це Луїзу. Вона ненавидить жити зі своєю матір'ю, вітчимом та її братами.
Тим часом Луїза дізнається про Сема, батька одного з хлопців з групи психологічної підтримки. Сем також є одним з лікарів швидкої допомоги, які допомогли врятувати її життя. Коли вона пізнає його, в її житті починає зростати нова історія кохання.
Натан контактує з нею і пропонує їй роботу в США. Луїза проходить співбесіду на цю роботу і отримує згоду. Це дуже важке рішення для Лу, оскільки вона тільки почала бути із Семом.